# Кухня Джибуті

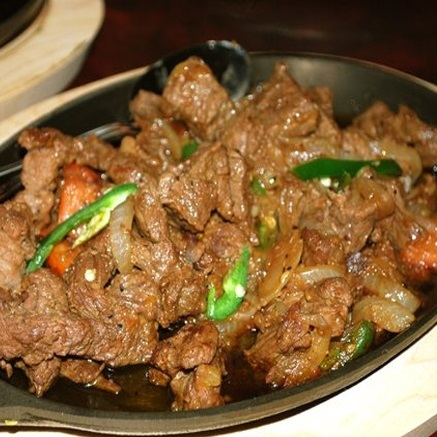
Верблежатину подають у ресторані в Джибуті.

Кухня Джибуті (фр. Cuisine djiboutienne) національна кухня східно-африканської держави Джибуті.
У місцевій кухні дуже рясно використовують спеції, такі як шафран, кориця, кмин, тощо. Це вплив індійської та арабської кухонь.
Після вживання їжі, будинки душать пахощами й ладаном, які запалюються в спеціальній курильниці, званої дабкаад.

## Сніданок
Джібутійци зазвичай починають день з чаю. Основною стравою під час сніданку є хліб лахох, який можна порівняти з ефіопською инджерою, тільки лахох тонкіший і менший. Його зазвичай їдять з медом, маслом і запивають чаєм. Також, лахох іноді дають до м'яса (козячого м'яса, яловичини), овочів (наприклад, тушкованої картоплі), супів та рагу.

## Обід та вечеря
Обід (сом. qado) і вечеря (сом. casho) зазвичай складаються з основної страви і тушкованого м'яса (сом. maraq), варіацій якого достатньо багато.
Найпопулярніші страви — рис та сочевиця, які зазвичай приправляють бербером (сумішшю спецій) або ніте кеббе (пряним маслом). Часто, на обід рис подають з м'ясом або бананами.
У вживання йдуть також макарони (сом. baasto) з соусом, набагато важчий, ніж італійський соус для пасти. З макаронами часто їдять смажене на грилі м'ясо.
Є суп харари, який зазвичай їдять вночі під час Рамадана. Він складається з сочевиці, нуту, томатів, томатної пасти, борошна і таких спецій, як шафран, кмин, петрушка, цибуля, селера, сіль та перець. З них готується густий суп.
З гострих страв можна виділити від фах-фаха (гострий відварений яловичий суп) до єткельт-ует (пряне овочеве рагу). Також популярний єменський рецепт риби, яку розкривають наполовину і смажать в духовках типу тандир.

## Десерти та закуски
Хальва, або халва, це місцевий популярний смаколик, який часто їдять по особливих випадках, під час весіль або свят. Джибутійська халва робиться з цукру, кукурудзяного крохмалю, порошку кардамона, порошку мускатного горіха і гхі. Іноді, в хальву додається арахіс, щоб підфарбувати смак і текстуру.
В Джибуті також їдять сомалійський варіант індійських самос — самбуса. Місцевий варіант часто приправлений зеленим перцем, а головним інгредієнтом в місцевому варіанті самбус є або козяче м'ясо, або яловичина.
Популярна також вівсяна каша — гарообей. Вона готується шляхом додавання вівса в молоко, яке було приправлено або насінням кмину, або порошкоподібним кмином.
Також у країні популярні млинці з бананів, у Джибуті вони найчастіше готуються з бананового пюре і тіста з борошна, молока та дрібки мускатного горіха.
Фрукти, такі як манго, гуава (сом. seytuun) і банани (сом. moos) їдять увесь день як закуски.

## Галерея

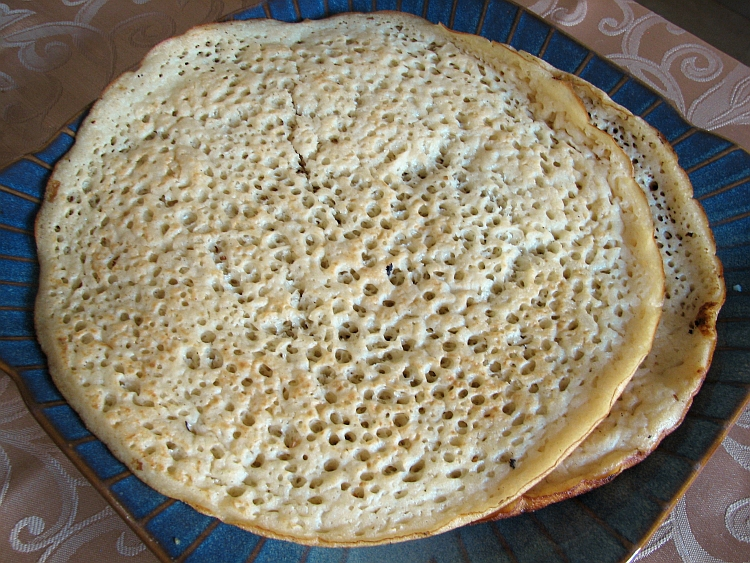
Лахох, хліб у вигляді млинців нагадує инджеру.
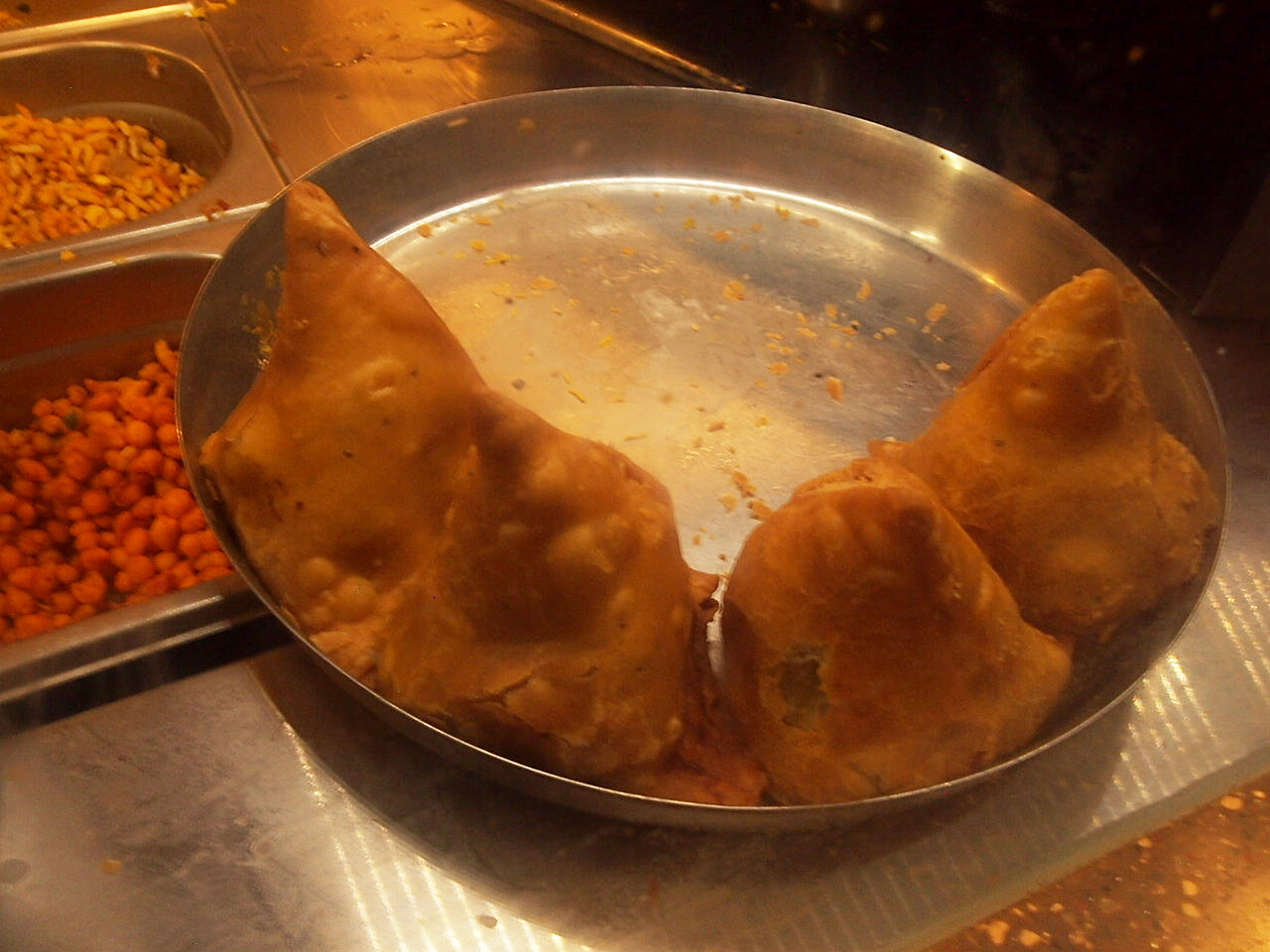
Приклад африканських самбус, аналога індійських самос.